# إلى أرض مجهولة (فلم)
إلى أرض مجهولة هو فيلم روائي طويل للمخرج الفلسطيني مهدي فليفل أُنتج عام 2024. ويتجاوز العديد من الصيغ التقليدية والحوارات العفوية المعتادة، مما يجعل المشاهد يدخل في عوالم الشخصيات وأحلامها الباهتة التي عجزت عن تحقيق أهدافها، ويقدم الفيلم طرحه بلهجة شديدة القسوة، إلا أنها أيضًا شديدة الشفافية والوضوح. عُرض لأول مرة في تظاهرة نصف شهر المخرجين بالدورة ال77 لمهرجان كان السينمائي.

## أحداث الفيلم
تدور أحداث الفيلم حول صديقين فلسطينيين، شاتيلا وفاتح، الذين يعلقون في أثينا أثناء محاولتهما الهروب إلى شمال أوروبا بحثًا عن حياة أفضل، ومع تزايد تعقيدات الرحلة وصعوبات الهجرة، يجد الصديقان نفسيهما في مواجهة تحدٍّ كبير بعد فقدان المبلغ المالي المخصص لرحلتهما، مما يجرهما إلى سلسلة من الأحداث غير المتوقعة. وينتهي الفيلم بمشهد شاعري يُعد من أفضل لحظاته، حيث يُظهر اختلافًا ملحوظاً بين بداية سريعة تضع المشاهد مباشرة في قلب القصة، ونهاية محكمة تبرز القصة بدهاء، فالختام يضفي لمسة جمالية استثنائية تميز العمل. كما أن الفيلم يسلط الضوء على الواقع المأساوي لحياة اللاجئين الفلسطينيين.

## الجوائز
حصل الفيلم على جائزة الإنتاج المشترك في مهرجان ميونخ السينمائي، كما وتلقى دعماً من مؤسسة الدوحة للأفلام إلى جانب دعم من عدد من المؤسسات الدولية.